# 제이든 산초
제이던 말리크 산초(영어: Jadon Malik Sancho, 2000년 3월 25일 ~ )는 잉글랜드의 축구 선수로 포지션은 윙어다. 현재 프리미어리그의 첼시에서 활약하고 있다.

## 통계
| 클럽                | 시즌    | 출전 | 득점 | 도움 |
| ------------------- | ------- | ---- | ---- | ---- |
| 보루시아 도르트문트 | 2017-18 | 12   | 1    | 4    |
| 보루시아 도르트문트 | 2018-19 | 43   | 13   | 16   |
| 보루시아 도르트문트 | 2019-20 | 44   | 20   | 19   |
| 보루시아 도르트문트 | 2020-21 | 38   | 16   | 18   |
| 보루시아 도르트문트 | 2023-24 | 17   | 3    | 1    |
| 맨체스터 유나이티드 | 2021-22 | 38   | 5    | 3    |
| 맨체스터 유나이티드 | 2022-23 | 41   | 7    | 3    |
| 맨체스터 유나이티드 | 2023-24 | 3    | 0    | 0    |

## 수상

#### 클럽
- DFB 포칼 : 2020-21
- DFL 슈퍼컵 : 2019
- EFL컵 : 2022-23

#### 잉글랜드
- FIFA U-17 월드컵 : 2017
- UEFA U-17 유로 준우승 : 2017
- UEFA 유로 준우승 : 2020
- UEFA 네이션스리그 3위 : 2018-19

### 개인
- VDV 올해의 신인 : 2018-19
- VDV 올해의 팀 : 2018-19, 2019-20
- 분데스리가 올해의 팀 : 2018-19, 2019-20
- 분데스리가 이 달의 선수 3회
- 분데스리가 이 달의 득점 1회
- 키커 분데스리가 올해의 팀 : 2018–19, 2019–20
- DFB 포칼 득점왕 : 2020-21
- UEFA U-17 유로 대회 MVP : 2017
- UEFA U-17 유로 대회 베스트 : 2017